# Villa Sunnanlid

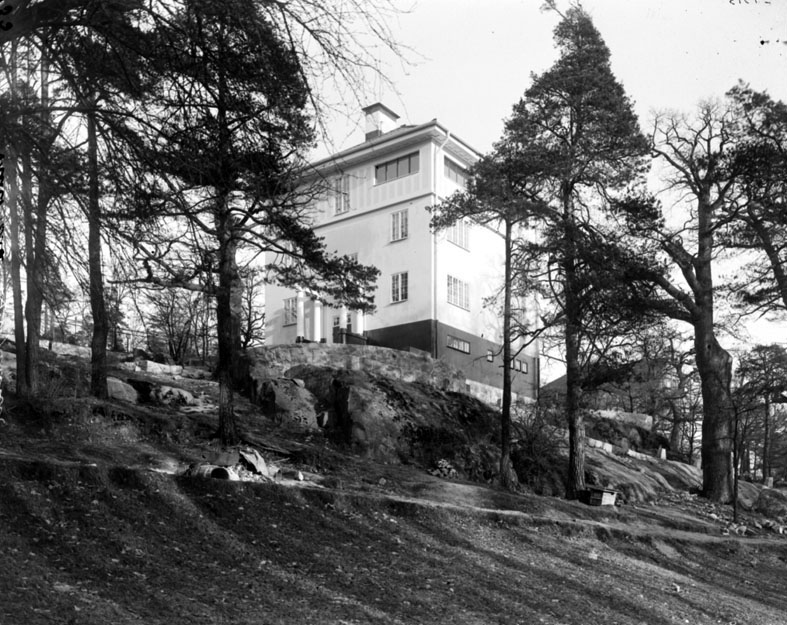
Villa Sunnanlid vid 1900-talets början.

Villa Sunnanlid, även kallad Villa Grut, är en villa belägen på Singelbacken 19, på Djurgården i Stockholm.

## Historik
Villan ritades 1905 av arkitekten Torben Grut för sig och sin familj. Han hade även sin arbetsplats och sitt kontor där. Det anmärkningsvärda med villan är att den helt saknar de nationalromantiska drag, vilka Grut ständigt pläderade för. Den är i stället en byggnad, som ansluter till den dåtida moderna kontinentala arkitekturen, som den utformades av de ledande österrikiska arkitekterna.
Grut sålde villan redan 1913 och i början av 1920-talet avyttrades den vidare till Lilly Crafoord, dotter till André Oscar Wallenberg och syster till Siri Oxenstierna på Sirishov. Under hösten 1939 hyrdes villan av Ingrid Bergman med familj under inspelningen av filmen Juninatten. 1948 såldes villan till bokförläggaren Lukas Bonnier med familj och sedan mitten av 1990-talet är den bostad för sonen Jonas Bonnier med familj.

## Bilder

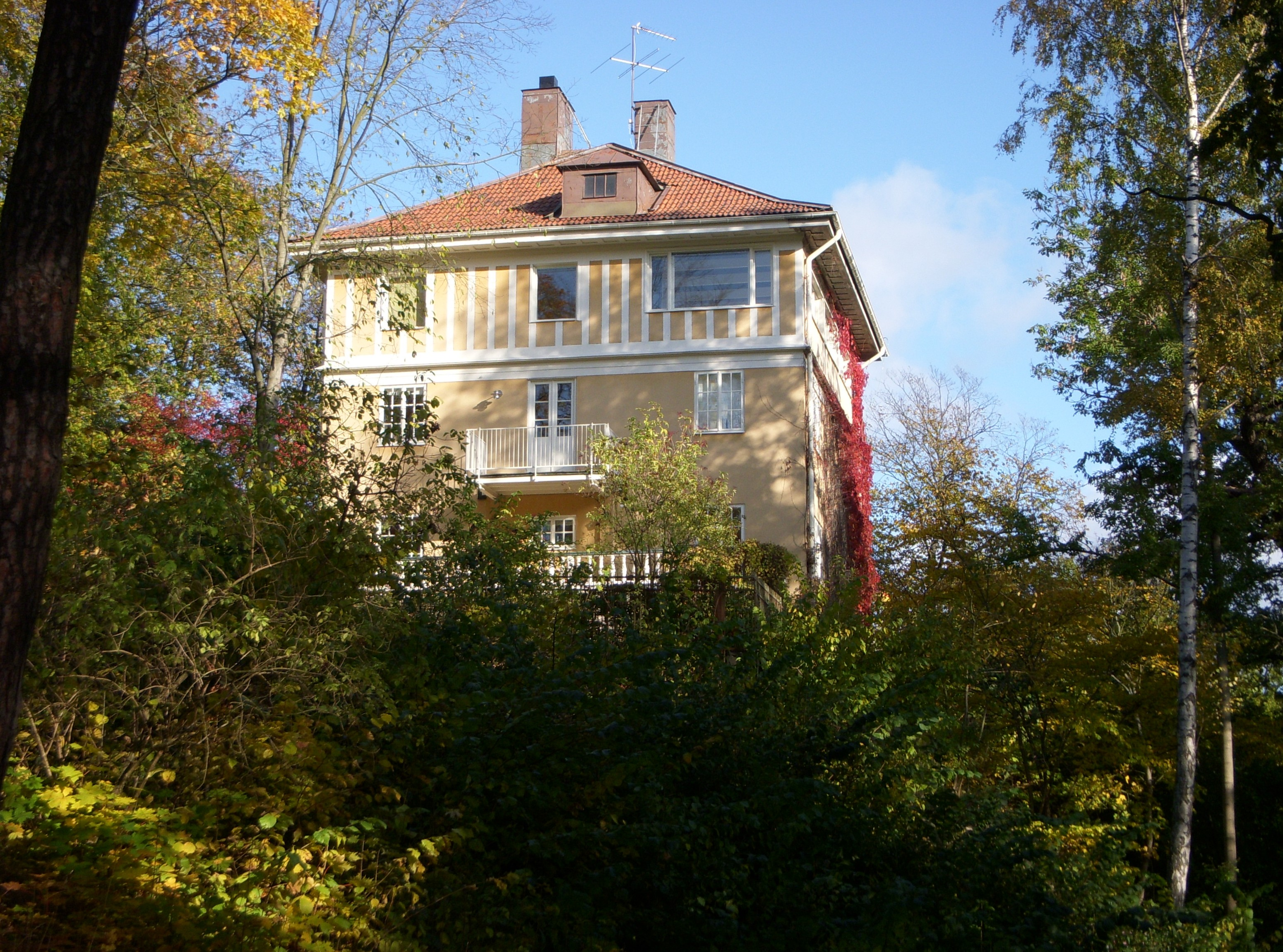
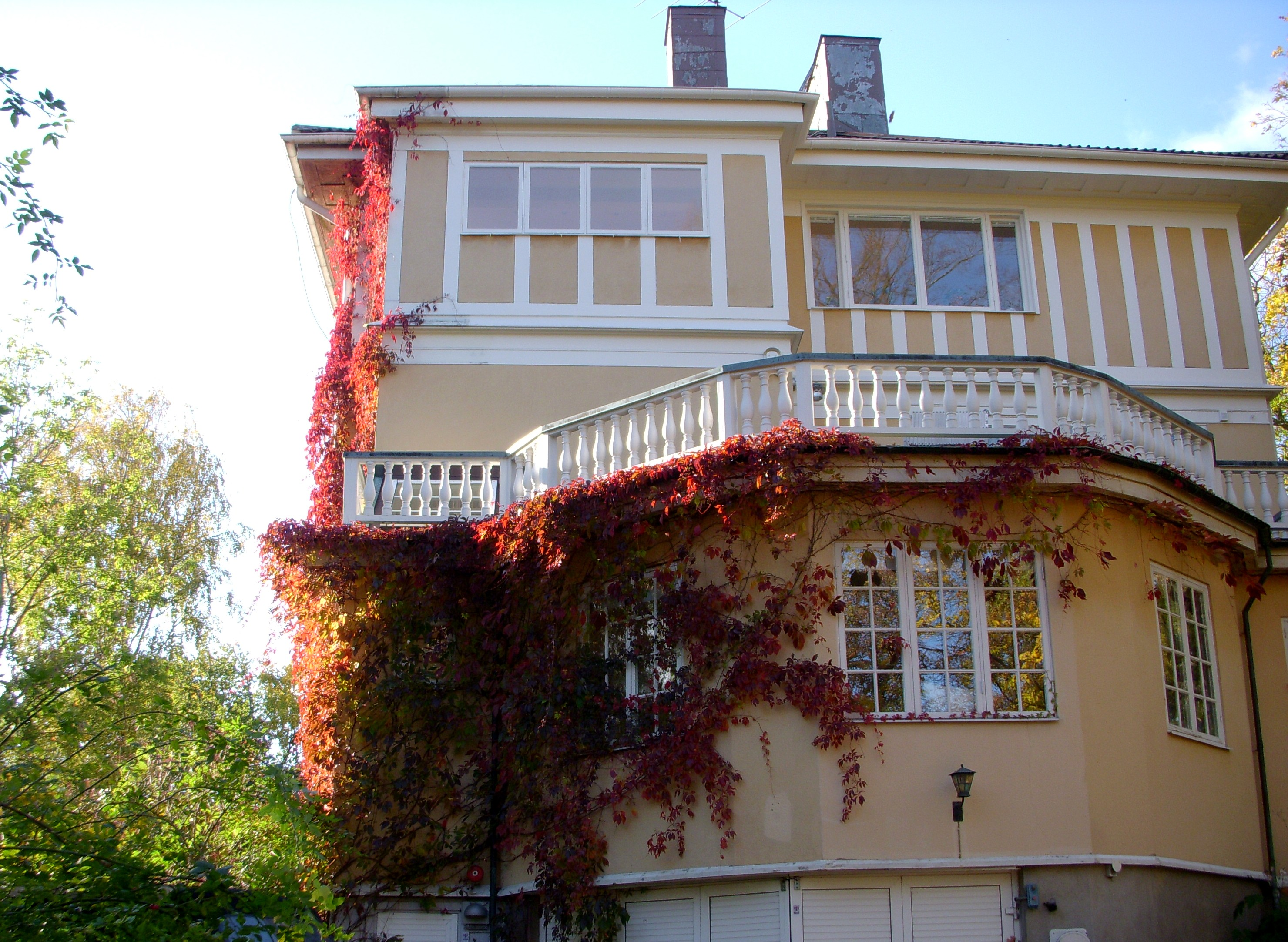
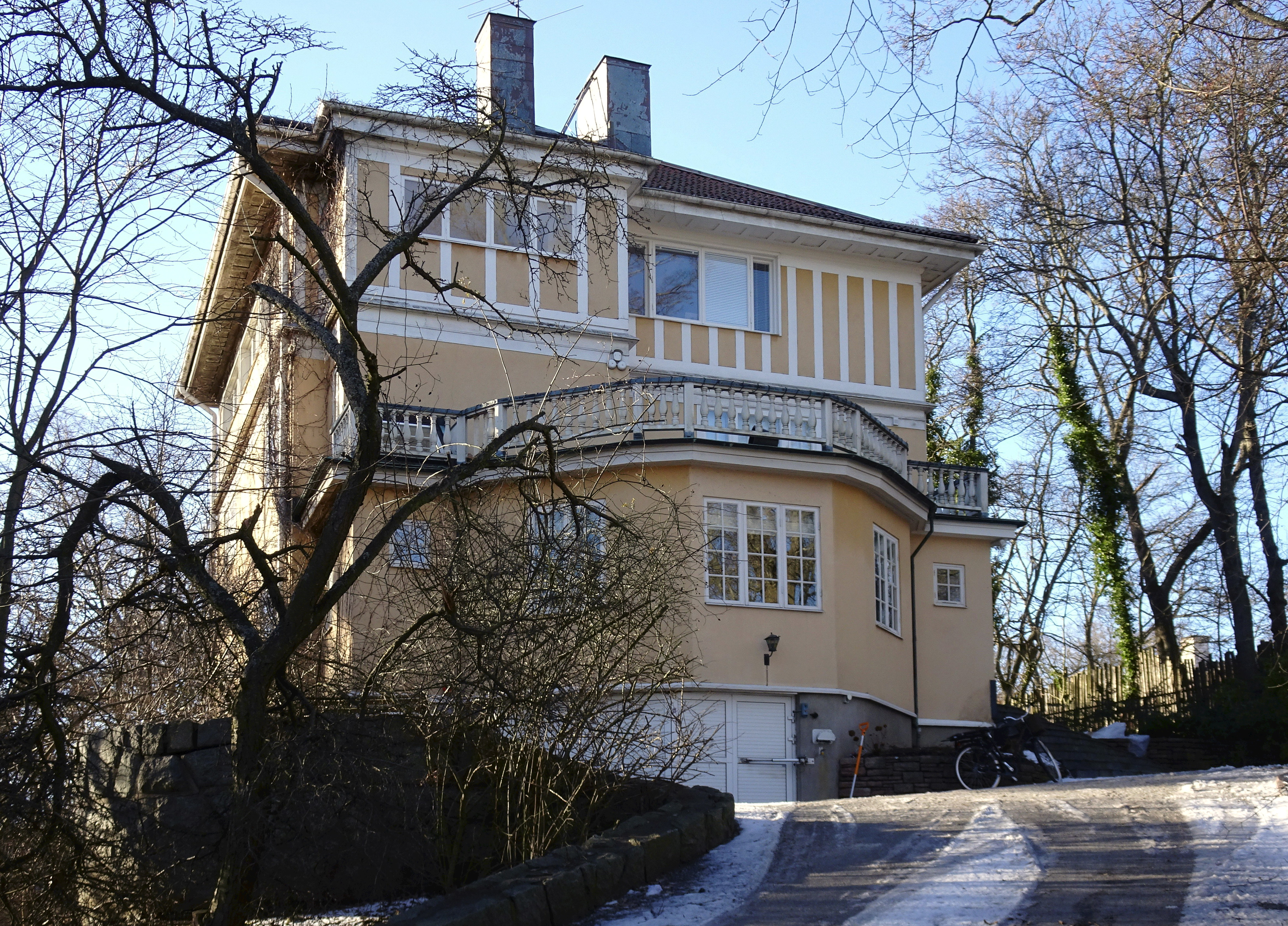
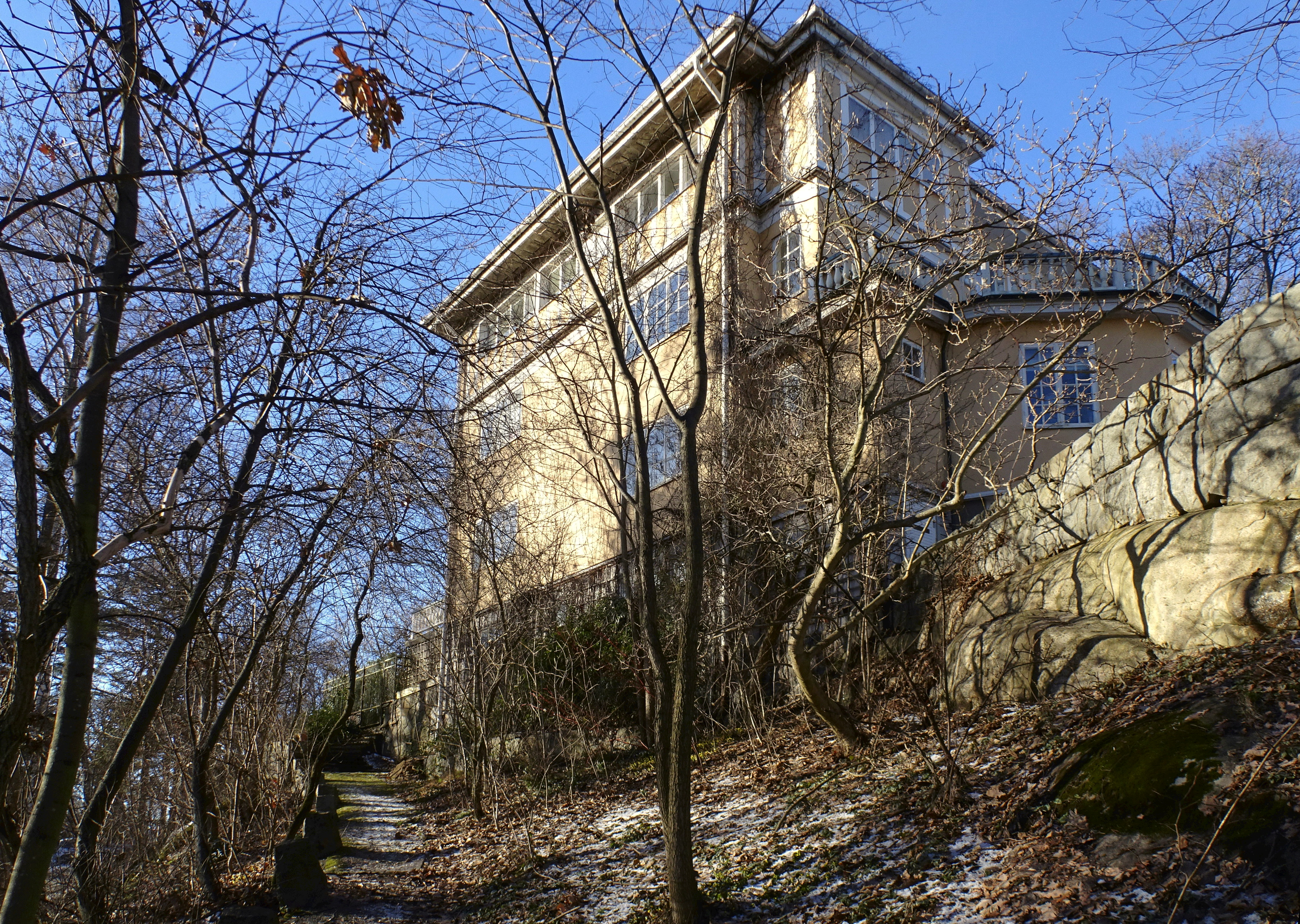